# Jerzy Kopania
Jerzy Marian Kopania (ur. 4 września 1945 w Kutnie) – polski historyk filozofii, bioetyk, tłumacz, poseł na Sejm I kadencji, nauczyciel akademicki.

## Życiorys
Studiował w Wyższej Szkole Ekonomicznej w Poznaniu. Na V roku studiów, w wyniku udziału w wydarzeniach marca 1968, został skazany na karę pozbawienia wolności i relegowany z uczelni. W 1972 ukończył studia na Wydziale Filozofii Chrześcijańskiej Katolickiego Uniwersytetu Lubelskiego, specjalizując się w filozofii i semiotyce. Po studiach zajął się pracą naukową, uzyskał stopień doktora, w 1989 doktora habilitowanego w oparciu o rozprawę zatytułowaną Funkcje poznawcze Descartesa teorii idei. W 2004 otrzymał tytuł profesora nauk humanistycznych. Był m.in. dziekanem Wydziału Humanistycznego białostockiej filii Uniwersytetu Warszawskiego. Został kierownikiem Katedry Bioetyki i Antropologii Filozoficznej na Wydziale Filologicznym Uniwersytetu w Białymstoku. Był też rektorem Wyższej Szkoły Administracji Publicznej w Białymstoku w latach 2007–2012 oraz kierownikiem Katedry Filozofii i Kulturoznawstwa na tej uczelni. Wchodził w skład Komitetu Nauk Filozoficznych PAN. Został też profesorem białostockiego Wydziału Sztuki Lalkarskiej Akademii Teatralnej im. Aleksandra Zelwerowicza w Warszawie. Opublikował kilkadziesiąt prac naukowych i artykułów, przełożył także na język polski m.in. dzieła Kartezjusza.
Był posłem na Sejm I kadencji z ramienia Unii Demokratycznej (przewodniczył wojewódzkim strukturom tej partii) oraz radnym sejmiku podlaskiego z listy Unii Wolności w latach 1998–2002.

## Odznaczenia
W 2008 prezydent Lech Kaczyński odznaczył go Krzyżem Kawalerskim Orderu Odrodzenia Polski.

## Wybrane tłumaczenia
- Zarzuty i odpowiedzi późniejsze (René Descartes), 2005.
- Korespondencja z Antoine’em Arnauldem (Gottfried W. Leibniz, współautor tłum.), 1998.
- Listy do Regiusa; Uwagi o pewnym pisemku (René Descartes), 1996.
- Listy do księżniczki Elżbiety (René Descartes), 1995.
- Rozprawa fizykalna o mowie (Gerauld de Cordemoy, współautor tłum.), 1993.
- Powszechna gramatyka racjonalna (gramatyka z Port-Royal) (Antoine Arnauld, Claude Lancelot, współautor tłum.), 1991.

## Publikacje książkowe
- Szkice kartezjańskie, 2009.
- Boski sen o stworzeniu świata: szkice filozoficzno-teologiczne, 2003.
- Bezsilne piękno rozumu: szkice filozoficzno-literackie, 2002.
- Etyczny wymiar cielesności, 2002.
- Descartes i Kant o użyteczności poznawczej języka naturalnego, 1996.
- Ludzkie oblicza Boskiej Prawdy, 1995.
- W poszukiwaniu sensu istnienia: filozofia i etyka dla kl. I szkoły ponadpodstawowej, 1992.
- Funkcje poznawcze Descartesa teorii idei, 1988.